# Мингуо календар
Календар Републике Кине (民國紀元) је начин бројања година који се тренутно користи у тзв. Републици Кини (Тајван те острва Пенгху, Кинмен и Мацу). У континенталној Кини је коришћен од 1912. до оснивања НР Кине 1949. 
По узору на царску традицију употребе имена ере суверена и године владавине, званични документи РК користе републикански (Република - 民國 - míngúo – „Zemlja naroda“) систем бројања година у коме је прва година (民國元年) била 1912., година оснивања Републике Кине. Нпр. 2007. је била "96. година Републике“ (民國九十六年, 民國96年, или једноставно 96). Пошто су имена кинеске ере традиционално дугачка два знака, користи се 民國 (Република) као скраћеница од 中華民國 (Република Кина).
Година РК се проналази тако што се од године н. е. одузме 1911. Нпр. 2025. је 114. година Републике. За 20. век би било довољно одузети 11 од последње две цифре године (нпр. 1999 - 1911 = 99 - 11 = 88); у 21. веку замислити да је још "1" на трећој позицији здесна (нпр. 2008 - 1911 = 108 - 11 = 97).
Месеци и дани су нумерисани према грегоријанском календару. На основу Кинеског националног стандарда CNS 7648... (сличном ISO 8601), године се могу нумерисати и по A.D. (н. е.) систему, осим R.O.C. (РК) ере: нпр. 3. мај 2004. се може писати 2004-05-03 или R.O.C.93-05-03.
Задесило се да је бројање година ере РК исто као и по тзв. Јуцхе календару у Северној Кореји, јер је њен оснивач Ким Ил-сунг рођен 1912. Године јапанског Taishō периода (30.7.1912 - 25.12.1926) су такође коинцидирале са ером РК.

## Аргументи за и против
Првобитна намера је била да се следи кинески обичај означавања година по владавини цара, што је у то време било универзално признато. Међутим, након установљења републике, а тиме и нестанка цара, одлучено је да се користи година установљења нације. Овим је смањен проблем честе промене у календару, јер ниједан цар у кинеској историји није владао дуже од 61 годину. Најдуговекији је био Kangxi император, који је владао 1662-1722 (до Kangxi 61); Qianlong император је абдицирао 1795 (Qianlong 60), али је његово име незванично коришћено до његове смрти 1799. (Qianlong 64).
Ера РК се не користи само у званичним документима. Ако се њоме означавају рокови трајања на производима за извоз, може доћи до неспоразума, јер се може помислити да је рок трајања истекао 11 година раније него што стварно јесте (ако се од "97" помисли да означава 1997), нарочито ако се изостави одговарајући префикс (R.O.C. или 民國). Тако се може замислити да неко буде закључан у трезору 11 година итд. (видети Проблем Y1C).
Било је законодавних предлога да се републикански календар укине у корист грегоријанског .